# کوه سلر
کوه سلر (به اسپانیایی: Mount Seler) یک کوه در آرژانتین است که در استان مندوسا واقع شده‌است. کوه سلر ۴٬۶۰۰ متر بالاتر از سطح دریا واقع شده‌است.